# Бейкер, Ронни
Ронни Бейкер (англ. Ronnie Baker; род. 15 октября 1993, Луисвилл, Кентукки) — американский легкоатлет, специалист по бегу на короткие дистанции. Выступает за сборную США по лёгкой атлетике с 2015 года, победитель чемпионата мира по эстафетам, бронзовый призёр чемпионата мира в помещении, участник летних Олимпийских игр в Токио.

## Биография
Ронни Бейкер родился 15 октября 1993 года в Луисвилле, штат Кентукки. Серьёзно заниматься лёгкой атлетикой начал в младшей школе, первое время бегал кросс, а в средней школе переключился на 400 метров. Вдохновлялся выступлениями таких именитых бегунов как Майкл Джонсон, Тайсон Гэй, Усэйн Болт. Во время учёбы в старшей школе Ballard High School помимо бега играл за местную команду в баскетбол.
Продолжил спортивную карьеру в Техасском христианском университете, где стал бегать самые короткие дистанции, 60 и 100 метров. Состоял в местной легкоатлетической команде «Хорнд Фрогс», с которой в 2013—2016 годах успешно выступал на различных студенческих соревнованиях в США, в частности дважды выигрывал чемпионат первого дивизиона Национальной ассоциации студенческого спорта (NCAA) в беге на 60 метров.
Будучи студентом, в 2015 году представлял США на Всемирной Универсиаде в Кванджу — в беге на 100 метров финишировал в финале четвёртым, в эстафете 4 × 100 метров их команда сошла с дистанции в ходе полуфинального забега, тогда как в эстафете 4 × 400 метров американцы изначально заняли второе место, но из-за технической ошибки во время передачи эстафетной палочки их результат в итоге был аннулирован.
В 2017 году Бейкер выиграл чемпионат США в помещении в дисциплине 60 метров. Вместе с соотечественниками Лешоном Коллинзом, Майком Роджерсом, Джастином Гэтлином и Марвином Брэйси одержал победу в эстафете 4 × 100 метров на чемпионате мира по легкоатлетическим эстафетам в Нассау.
В 2018 году в беге на 60 метров взял бронзу на чемпионате мира в помещении в Бирмингеме, уступив в финале только Кристиану Коулману и Су Бинтяню.
В 2021 году на национальном олимпийском отборочном турнире в Юджине стал серебряным призёром в зачёте бега на 100 метров — тем самым удостоился права защищать честь страны на летних Олимпийских играх в Токио. В полуфинале 100-метровой дистанции установил свой личный рекорд — 9,83, а в решающем финальном забеге с результатом 9,95 пришёл к финишу пятым. Стартовал также в эстафете 4 × 100 метров, здесь американские спринтеры не смогли преодолеть предварительный квалификационный этап.
После токийской Олимпиады Ронни Бейкер продолжил спортивную карьеру, в 2022 и 2023 годах успешно выступил на нескольких крупных стартах.